# Andrew Eldritch

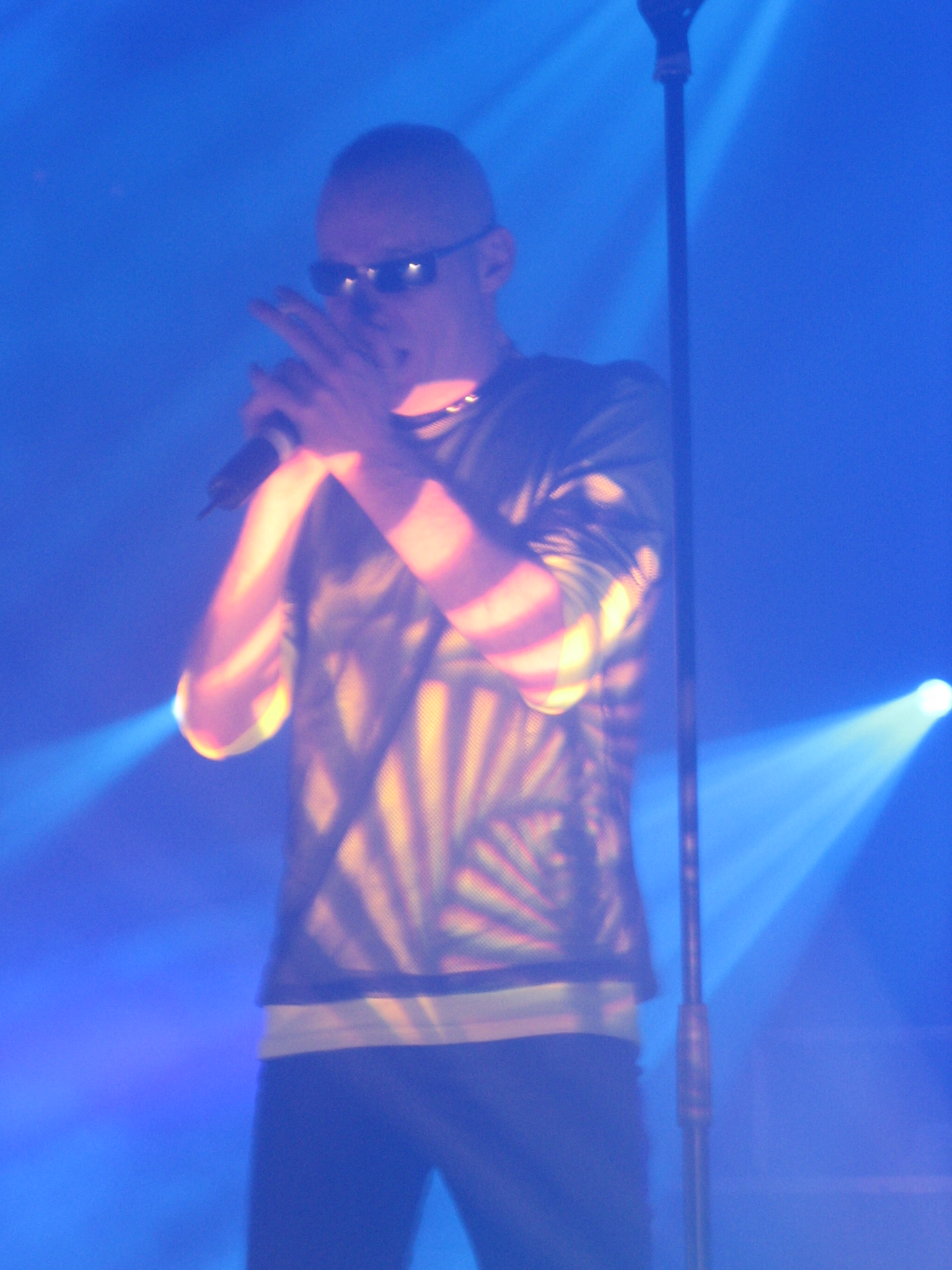
Andrew Eldritch

Andrew Eldritch, geboren als Andrew William Harvey Taylor (Ely, 15 mei 1959) is een Brits zanger.
Eldritch studeerde Frans en Duitse Literatuur aan de Universiteit van Oxford. Toen hij in 1978 naar Leeds verhuisde studeerde hij daar Chinees (Mandarijn). Beide studies heeft hij nooit afgemaakt. Wel spreekt hij vloeiend Frans en Duits. Gedurende deze periode was hij drummer in de lokale punkscene, die hij, naar eigen zeggen, behoorlijk slecht vond.
In 1983 werd Eldritch gevraagd om de zang op zich te nemen in Sigue Sigue Sputnik, de new wave-formatie van Tony James, maar Eldritch sloeg het aanbod af.

## The Sisters of Mercy
Hij is de zanger en, samen met Gary Marx, de oprichter van The Sisters of Mercy. Op de studio-opnames speelt hij ook een aantal instrumenten (gitaar en keyboard). Tevens programmeert hij "Doktor Avalanche", de drumcomputer van de groep. Op de eerste single werd nog geen gebruik gemaakt van de drumcomputer, maar speelde Eldritch drums.
Met singles als This Corrosion en Temple of Love bereikte de band de hitlijsten. Met albums als First and Last and Always (1985), Floodland (1987) en Vision Thing (1992) verzekert de band zich van een plaats in de alternatieve rock (en gothic)-scene.
- Biblioteca Nacional de España: XX1556259
- Gemeinsame Normdatei: 135188725
- International Standard Name Identifier: 0000 0000 7825 3877
- MusicBrainz: 5d1f7b39-2caf-4eee-8562-58a17e1bf2db
- Nationale Bibliotheek van Tsjechië: xx0064211
- Nationale en Universitaire bibliotheek Zagreb: 000066810
- Virtual International Authority File: 87283576
- WorldCat: E39PBJvRRXrvv9FvJ9xrcxDwmd